# Hodruša (údolí)
Hodruša je údolí v Královohoľské části Nízkých Tater.
Je to východní větev Malužinské doliny. Protéká jim stejnojmenný potok a vede skrze ni modře značená cesta z Malužiné na Veľký bok (1727 m n. m.).